# 폴리비우스 (도시전설)

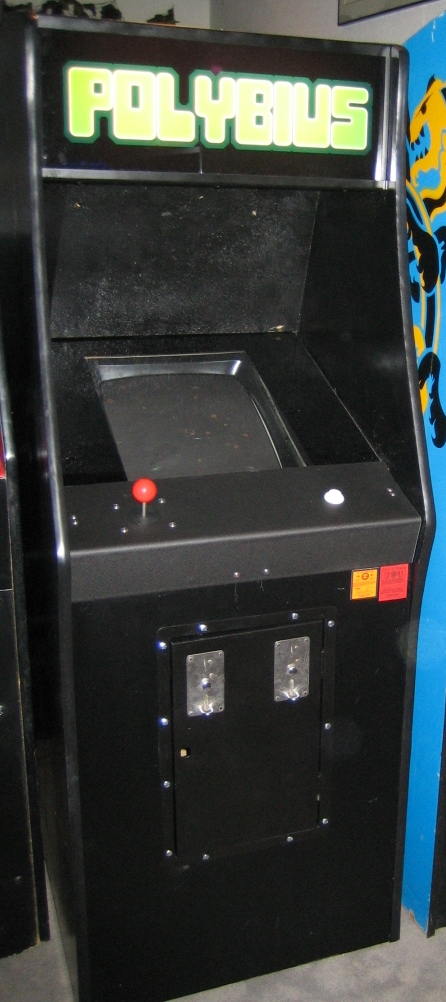
로그 시냅스가 제작한 목업 폴리비우스 캐비넷

폴리비우스(Polybius)는 도시전설의 일부인 가공의 1981년 아케이드 게임이다. 이 전설은 오리건주 포틀랜드에 있던 정부 운영의 크라우드소싱 심리실험의 일부인 게임을 설명한다. 플레이어가 게임을 하면 정도가 강한 신경정신학적 중독을 일으킨다는 가정이다. 공개적으로 설치된 이 몇 안 되는 아케이드 기계는 기계의 데이터 마이닝 목적으로, 또 이러한 영향도를 분석할 목적으로 맨 인 블랙이 정기적으로 방문했다고 한다. 주장에 따르면 이 폴리비우스 아케이드 머신들은 모두 아케이드 시장에서 사라졌다고 한다.
이 도시 전설은 비디오 게임 기사와 계속된 관심을 통해 지속되었으며 동명의 비디오 게임에 영감을 주었다.

## 같이 보기
- 토인비 타일